# Kantonsysteem

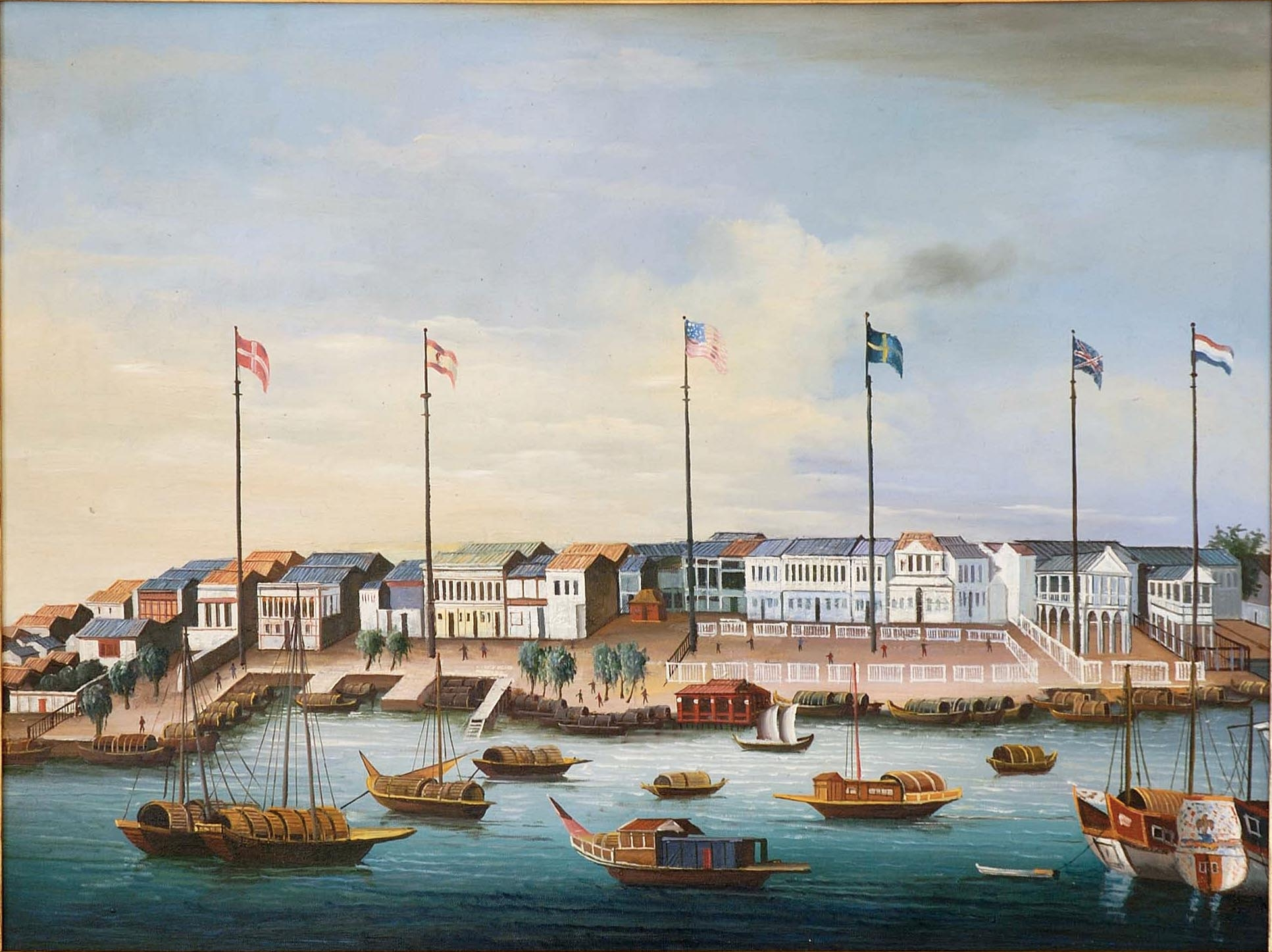
De Dertien Factorijen in Kanton, rond 1820, met de handelsposten van Denemarken, Spanje, de Verenigde Staten, Zweden, Groot-Brittannië en Nederland.

Het Kantonsysteem of systeem van Guangzhou (1757-1842) was het handelssysteem waarmee het keizerrijk China de handel met westerse landen volledig kon controleren. Het systeem werd vernoemd naar de Zuid-Chinese havenstad Kanton (thans Guangzhou genoemd), de enige haven in China die was opengesteld voor buitenlanders.

## Achtergrond
Na de inname van Peking in 1644 en de verovering van het grootste deel van China moest de Qing-dynastie nog enkele decennia strijd leveren met resterende groepen Ming-loyalisten in het zuiden voordat de dynastie het gehele land kon controleren. Er was in de kustgebieden ook verzet van de handelaar en piraat Zheng Chenggong, ook bekend onder de naam Koxinga. Hij erfde van zijn door de Mantsjoes geëxecuteerde vader een groot handelsimperium. In 1661 trok hij zich terug op Formosa, dat toen voor een deel als Nederlands-Formosa in handen was van de Vereenigde Oostindische Compagnie. Koxinga belegerde het Fort Zeelandia en dwong de Nederlanders tot overgave en vertrek uit Formosa.
Als antwoord daarop beval in 1661 en 1662 Oboi, de regent voor de toen nog minderjarige keizer Kangxi, in twee edicten ontruiming van de gehele  kuststrook van de provincie Guangdong. Andere provincies in het zuid-oosten alsmede ook noordelijker gelegen provincies, zoals  Shandong werden eveneens getroffen door de edicten. Als gevolg daarvan kwam buiten smokkelactiviteiten de buitenlandse zeehandel met China vrijwel tot stilstand. In 1669 werd het verbod op bewoning van de kuststroken door Kangxi opgeheven, maar het verbod op scheepvaart met verbindingen met het buitenland bleef gehandhaafd. In 1673 komen de gouverneurs van de provincies Guandong, Fujian en Yunnan onder leiding van Wu Sangui in opstand. Pas in 1681 wist Kangxi deze opstand, die bekendstaat als de opstand van de Drie Leengoederen definitief te beëindigen. In 1683 werd de kleinzoon van Koxinga verslagen en werd Taiwan een deel van het Qing-rijk. 
In 1684 vaardigde Kangxi een nieuw edict uit waarin hij het verbod op scheepvaart uit en met het buitenland ophief en opriep tot handel. Het gevolg was een enorme opleving van de intra-Aziatische handel die met name via de grote Chinese kolonies in Zuidoost-Azië in bijvoorbeeld Manilla en Batavia plaatsvond. Deze was nu niet meer afhankelijk van smokkel naar en uit China. In 1685 proclameerde keizer Kangxi de opening van een groot aantal havens voor deze intra-Aziatische handel en opende daar douanekantoren om belasting te heffen. Vier van die havens werden geopend voor Europese handelaren. Dat waren Kanton, Fuzhou, Xiamen en Shanghai. Door de meeste Europese handelaren werd de voorkeur gegeven aan Kanton. De ligging aan de Parelrivier, de verbindingen met het achterland gaven Kanton een voorsprong op de andere havens. De Britse Oost-Indische Compagnie opende in 1711  een factorij in de stad. In 1728 opende de Vereenigde Oostindische Compagnie eveneens een factorij in Kanton. Er zou uiteindelijk nog een Amerikaanse, Deense, Zweedse, Franse, Spaanse en een factorij van het  Keizerrijk Oostenrijk volgen. Het gebied waar deze stonden staat bekend als de Dertien Factorijen. 
Enkele Britse handelaren trachtten echter betere handelsvoorwaarden te verkrijgen in meer noordelijk gelegen  havensteden. Om het handelsvolume van Kanton te handhaven en de wijze van handel met buitenlandse schepen verder te systematiseren vaardigde de keizer Qianlong  in 1757 een decreet uit waarin werd bepaald dat Kanton de enige havenstad zou worden waar buitenlandse handelaren werden toegelaten. Dit systeem zou tot 1842 functioneren.
In termen van organisatie had het Kantonsysteem grote gelijkenis met de handel door Mongoolse tribuutmissies aan de noordelijke en noordwestelijke grens van het rijk. Een verschil was dat van het Kantonsysteem een hoger percentage van de opbrengst direct ten goede kwam aan het departement dat belast was met het beheer van de financiën van de keizer zelf. In geostrategisch opzicht werd  het systeem door Chinese beleidsmakers in de eerste decennia totdat opium rond 1820 een dominante rol ging spelen overigens als een verschijnsel aan de periferie beschouwd. De  intra-Aziatische handel via de grote Chinese kolonies in Zuidoost-Azië was in volume zelfs op het hoogtepunt van het systeem in volume hoger.

## Werking
Door het nieuwe systeem mochten Europeanen niet meer rechtstreeks handeldrijven met Chinese burgers. Ze moesten alle handel uitbesteden aan een zogenaamde hong, een samenwerkingsverband van Chinese handelaren dat het alleenrecht had om namens buitenlanders op te treden. Westerse schepen konden de haven van Kanton alleen binnenvaren als een hong zich garant had gesteld. Verder zorgde de hong voor opslagruimte en leverde alle producten zoals zijde en thee. De hong had een groot netwerk van Chinese leveranciers en regelde ook het transport naar de haven. Omgekeerd nam de hong ook de westerse producten af en verkocht deze in China. De hong was verder verantwoordelijk voor het gedrag van de scheepslui aan wal, waren er vechtpartijen met Chinezen dan werden zij hierop aangesproken door de Chinese autoriteiten. De hong was verantwoording schuldig aan de hoppo, een hoge belastingambtenaar die alle heffingen ten behoeve van de staatskas regelde. De Europeanen, en later ook de Amerikanen, werd verboden om de ommuurde stad Kanton te betreden, en zodoende vestigden ze zich in een voorstad in de zogenaamde Dertien Factorijen aan de Parelrivier. Permanente bewoning was niet toegestaan, aan het einde van het handelsseizoen vertrokken de handelaren naar Macau of naar elders. Buitenlandse vrouwen werden helemaal niet toegelaten.
Voor de hong was deze handel niet alleen zeer lucratief, maar ook zeer risicovol. De thee werd vanuit de Chinese binnenlanden over grote afstanden vervoerd naar de haven, met risico's van bederf en diefstal. Bij westerse producten kon de vraag wegvallen en dan zat de hong met onverkoopbare voorraden. De hong behoorden tot de rijkste mensen in China en stonden bloot aan corrupte ambtenaren of speciale heffingen van de staat om bijvoorbeeld geld bijeen te krijgen om een rebellie de kop in te drukken. Een faillissement van een hong was niet ongewoon en er was zelfs een speciaal fonds om de schulden bij een faillissement alsnog te betalen.

## Opium en het einde van het Kantonsysteem

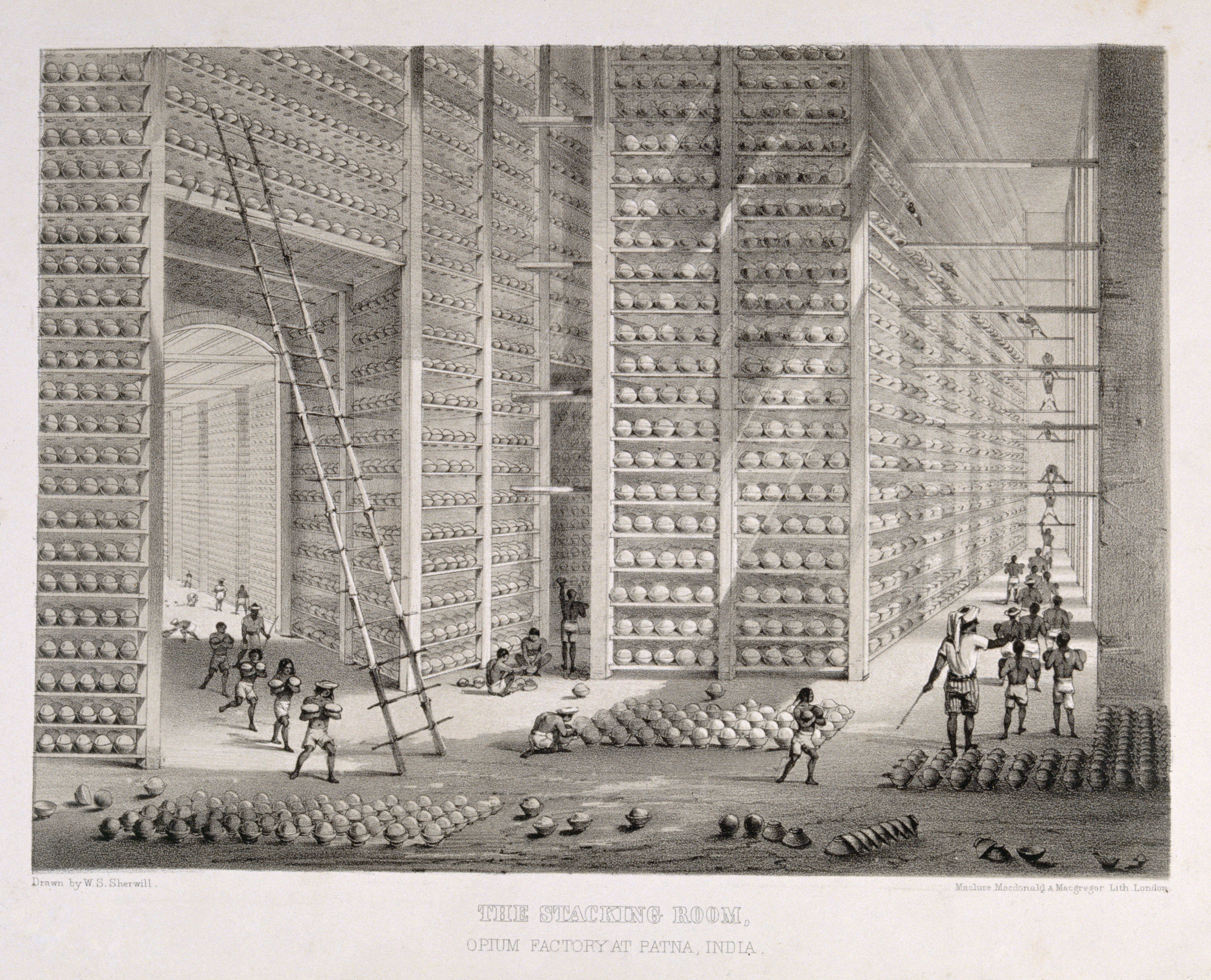
Opslag van opium in Brits-Indië

Opium import in China in de periode 1650–1880

Vanaf de tweede helft van de achttiende eeuw nam de consumptie van uit China afkomstige thee in Europa en met name in Groot-Brittannië sterk toe. Die thee werd in China betaald met katoen uit India en vooral met zilver uit Spaans-Amerika. Door allerlei oorzaken kreeg de Britse Oost-Indische Compagnie ernstige liquiditeitsproblemen in China, omdat de prijs die de Compagnie moest betalen voor zilver steeds hoger werd. Er ontstond een tekort aan zilver. De gevonden oplossing was het zeer actief gaan stimuleren van de illegale export van opium vanuit Brits-Indië naar China. Vanaf 1820 waren ook Amerikaanse handelaren met opium die zij in Turkije aankochten actief op de Chinese markt. In 1818 had de illegale Britse export van opium naar China een waarde van 4.750.000 Mexicaanse dollars. De Britse import van thee had een waarde van 5.500.000 Mexicaanse dollars. Dat betekende dus nog een tekort op de Britse handelsbalans met China. In 1833 was de waarde van de geëxporteerde opium haast 12.000.000 Mexicaanse dollars tegenover een thee-import van 7.700.000 dollars.
Na 1835 namen de frustraties ten aanzien van de beperkingen die buitenlanders opgelegd kregen toe. De handelaren waren na 1835 voorstander van een geforceerde, met militaire middelen afgedwongen opening van China. In april 1839 arriveerde Lin Zexu in Kanton met de keizerlijke opdracht een halt toe te roepen aan de import van opium. Lin Zexu had zich verbonden aan een aantal facties van – vaak werkloze – literaten, die scherp tegen westerse invloeden ageerden. Hij arresteerde meer dan 1700 Chinese tussenhandelaren en nam meer dan 1,2 miljoen kilogram opium in beslag, dat bij liet vernietigen te Humen. Dat leidde  tot de Eerste Opiumoorlog. De oorlog werd door Groot-Brittannië gewonnen en bij het Verdrag van Nanking eisten de Britten dat China vijf havensteden zou openstellen voor de handel, waarmee een einde kwam aan het Kantonsysteem.